# Каменка (приток Тёсовы)
Каменка — река в России, протекает по Лужскому району Ленинградской области.
Исток — озеро Бебро посреди Тёсовского болота. Течёт на юго-запад, впадает в Тёсову с правого берега в 14 км от её устья. Длина реки составляет 14 км, площадь водосборного бассейна 68 км².
Перед устьем протекает через деревни Донец и Волосково.

## Данные водного реестра
По данным государственного водного реестра России относится к Балтийскому бассейновому округу, водохозяйственный участок реки — Луга. Относится к речному бассейну реки Нарва (российская часть бассейна).
Код объекта в государственном водном реестре — 01030000512102000025996.